# Sárgamellű gyümölcsgalamb
A sárgamellű gyümölcsgalamb (Ptilinopus occipitalis) a madarak osztályának galambalakúak (Columbiformes) rendjébe és a galambfélék (Columbidae) családjába tartozó faj.

## Rendszerezése
A fajt George Robert Gray angol ornitológus írta le 1844-ben. Sorolják a Ramphiculus nembe Ramphiculus occipitalis néven is.

## Alfajai
- Ptilinopus occipitalis incognitus (Tweeddale, 1877) - Basilan, Camiguin, Dinagat és Mindanao szigetek
- Ptilinopus occipitalis occipitalis (G. R. Gray, 1844) - Biliran, Bohol, Catanduanes, Cebu, Leyte, Luzon, Marinduque, Mindoro, Negros, Panay, Samar és Sibuyan szigetek

## Előfordulása
A Fülöp-szigetek területén honos. Természetes élőhelyei szubtrópusi és trópusi síkvidéki esőerdők. Állandó, nem vonuló faj.

## Megjelenése
Testhossza 33 centiméter, testtömege 204–278 gramm.
|  |

## Természetvédelmi helyzete
Az elterjedési területe nagy, egyedszáma ugyan csökken, de még nem éri el a kritikus szintet. A Természetvédelmi Világszövetség Vörös listáján nem fenyegetett fajként szerepel.